# Photocase
Photocase war eine 2001 gegründete deutschsprachige Bilderdatenbank, die ihren Betrieb zum 20. Dezember 2024 einstellte. Es handelte sich um die älteste deutsche Stockbilder-Plattform, die statt Masse auf Klasse, d. h. auf ein kleines Angebot von möglichst außergewöhnlichen Stockfotos setzte. Insgesamt wurden 2024 nur etwa eine Million Stockbilder für einen Preis ab 6,87 € (abhängig von Größe und Auflösung) und keine Vektorgrafiken geboten – unter Royalty-Free-Lizenzen. Betreibergesellschaft der Plattform war die Photocase Addicts GmbH mit Büroadresse in Köln und Handelsregistereintrag beim Amtsgericht Charlottenburg.

## Geschichte
Die Bildagentur-Webseite wurde 2001 von Kai Schneider und Frank Erler gegründet und arbeitete seit 2005 kommerziell. Anfangs handelte es sich um eine Tauschplattform für Grafiker, die sich aber zügig zu einem der weltweiten größten Stockfoto-Anbieter wandelte.
Das Unternehmen finanzierte sich ab 2005 über den Verkauf von Download-Credits.
2015 seien laut Angabe des Unternehmens die „ersten Wolken“ aufgezogen, da sich der Markt weiter polarisiert habe, was kleineren Agenturen zu schaffen gemacht habe. Eine Sanierung mit „drastischen Maßnahmen“ sei 2019 gelungen.
Die Bildagentur-Webseite wurde zum 20. Dezember 2024 eingestellt und alle Bilder und Daten, die nicht einer Aufbewahrungspflicht unterliegen, wurden gelöscht. Das Unternehmen verzichtete ab Bekanntgabe der Schließung auf einen Mindestausschüttungsbetrag, so dass alle Urheber Guthaben auch unter 100 € abrufen konnten. Als Gründe für die Auflösung des Unternehmens wurden seit fünf Jahren stagnierende Umsätze, das Verfehlen der Jahresziele im Jahr 2024, was nach dem ersten Halbjahr deutlich wurde, die aktuelle Wirtschaftsflaute, die hohe Zahl kostenlos verfügbarer Fotos sowie das Aufkommen von KI-Bildgeneratoren („die Sintflut der KI-Bilder hat gerade erst begonnen“) genannt. Über die „Nachverfolgung von Urheberrechtsverstößen“ habe man die Einnahmen des Unternehmens einige Zeit stabilisieren können, das habe allein die sinkenden Verkäufe und Kostensteigerungen nicht kompensieren können; Preiserhöhungen habe man am Markt nicht realisieren können.

## Aufnahme von Fotos und Vergütungspraxis
Die Bildagentur setzte auf qualitätvolle Fotos und verzichtete gemäß der eigenen Strategie auf eine Masse an Fotos, weshalb die Suche nicht immer passende Fotos bzw. eine nur begrenzte Auswahl hervorbrachte. Zur Bereitstellung von Fotos mussten Fotografinnen und Fotografen für jedes Foto einen Auswahlprozess durchlaufen, ihnen winkten dann aber recht hohe Vergütungsmöglichkeiten je Bild korrespondierend zu den hohen Kosten pro Bild auf der Plattform. Fotografinnen und Fotografen wurden mit Provisionssätzen in acht Stufen zwischen 20 und 50 % entlohnt, wobei die Vergütungsstufe von der Zahl der hochgeladenen und verkauften Fotos abhängig war.

## Geschäftsentwicklung
Die Photocase Addicts GmbH mit Sitz in Berlin veröffentlichte im Bundesanzeiger zwischen 2008 und 2012 die Jahresabschlüsse für die Geschäftsjahre 2007, 2008, 2009, 2010 und 2011, so dass die Unternehmensentwicklung etwas nachvollzogen werden kann. In den Jahresabschlüssen findet sich jeweils eine Bilanz, demgegenüber wurde eine Gewinn- und Verlustrechnung nicht beigegeben. Für diese Geschäftsjahre sind jeweils Frank Erler und Kai Schneider als Geschäftsführer vermerkt.
| Jahr | Bilanzsumme  | Jahresüberschuss bzw. -fehlbetrag, Bilanzgewinn bzw. -verlust (incl. Verlustvortrag) |
| ---- | ------------ | ------------------------------------------------------------------------------------ |
| 2007 | 216.885,10 € | −53.634,10 €                                                                         |
| 2008 | 298.722,04 € | −92.759,26 €                                                                         |
| 2009 | 441.642,05 € | −191.318,00 €                                                                        |
| 2010 | 492.950,66 € | −171.717,11 €                                                                        |
| 2011 | 495.774,81 € | 1.841,79 €                                                                           |

## Kunden
In den Hochzeiten konnte Photocase rund 60.000 zahlende Kunden wie öffentlich-rechtliche Medien, Verlagshäuser, Ministerien, Verbände, Design- und PR-Agenturen bedienen; als Kunden werden u. a. Zeit Online, die Süddeutsche Zeitung, der Tagesspiegel, Beltz, der rbb und Rowohlt genannt.

## Rezeption
2021 wurde Photocase noch in einer Übersicht von heise.de als eine der besten Stockfoto-Dienste neben Adobe Stock, Alamy, Getty Images, iStock, Shutterstock und kostenlosen Angeboten wie Pexels und Pixabay genannt.

## Trivia
Eine englischsprachige Photocase-Seite wurde nicht betrieben. Die Seite mit moderierten Galerien war nur über die de-Adresse erreichbar.

## Domainweiternutzung nach Schließung der Bildagentur
Unmittelbar nach Schließung der Bildagentur Photocase wurde die Domain unter neuem Besitzer wieder online gestellt. Neuer Inhaber ist die idenio GmbH, dessen Geschäftsführer Herr Christopher Kraft ist, der bereits geschäftsführender Gesellschafter der Photocase Addicts GmbH war. Die Website ist seitdem eine Affiliate-Marketingseite. Sie nutzt die ehemalige Bekanntheit der Marke Photocase, um über Marketinginhalte in Form und Erscheinung von Blogartikeln auf bestimmte Bildagenturen zu verlinken, um so Einnahmen zu erzielen. Eine integrierte Bildersuche listet Suchergebnisse der Bildagenturen Shutterstock.com und Stockphotos.com. In den FAQ auf der Startseite wird erläutert, dass es sich um eine Affiliate-Website handelt.
Christopher Kraft betreibt bereits vergleichbare Linkfarmen wie fotoskaufen.de und videoskaufen.de. Außerdem ist Herr Kraft Geschäftsführer der stockphotos.com GmbH und verlinkt sich damit quasi selbst.